# Benny Emmanuel (actor)
Benny Emmanuel Mendoza Yirene (Amatitlán, Veracruz, 17 de diciembre de 1996) es un actor mexicano. Es conocido por interpretar a Beto, en la serie de televisión La CQ (2012–2014); a Pato, en la serie Como dice el dicho (2015–2021), y a El Cagalera, en la película Chicuarotes (2019). Es a su vez conocido por ser la voz oficial de Leo San Juan en la serie cinematográfica de animación y franquicia de entretenimiento Las Leyendas (2007–presente), a partir de La leyenda de las momias de Guanajuato (2014).

## Biografía y carrera

### Primeros años
Benny Emmanuel Mendoza Yirene nació el 17 de diciembre de 1996 en el Amatitlán, Veracruz. Su familia y él se mudaron a vivir a Ciudad de México cuando tenía un año de edad. A los siete años, ingresó a estudiar actuación al Centro de Educación Artística, perteneciente a la televisora Televisa.

### Trayectoria actoral
Entre sus participaciones de televisión están las de Vecinos (2007), Como dice el dicho (2011), La CQ (2012), La rosa de Guadalupe, y Las Leyendas (2017).
En el ámbito de la cinematografía y doblaje ha participado en De la infancia (2010), La leyenda de las momias de Guanajuato (2014), La leyenda del Chupacabras (2016), La leyenda del Charro Negro (2018), Detrás de la montaña (2018), Chicuarotes (2019), Cosas imposibles (2021), La leyenda de los Chaneques (2023) y Los (casi) ídolos de Bahía Colorada (2023). Su debut en Hollywood se da con la cinta de terror, Hail Mary de Rosemary Rodríguez, y junto a Jack Huston.
Fue nombrado como una de las personas más influyentes de México en 2023 por la revista Quién.

## Filmografía

### Cine
| Año  | Título                                 | Papel               | Notas                        |
| ---- | -------------------------------------- | ------------------- | ---------------------------- |
| 2009 | Sin nombre                             | Niño #1             | Acreditado como Benny Manuel |
| 2010 | De la infancia                         | Francisco Niebla    |                              |
| 2010 | Marcelino, pan y vino                  |                     |                              |
| 2011 | Días de Gracia                         | El toques           |                              |
| 2011 | Amar no es querer                      | Julito              |                              |
| 2014 | Las oscuras primaveras                 | Joven de las copias |                              |
| 2014 | El Más Buscado                         | Alfredo (joven)     |                              |
| 2014 | La leyenda de las momias de Guanajuato | Leo San Juan        |                              |
| 2015 | Trémulo                                | Carlos              | Cortometraje                 |
| 2016 | La leyenda del Chupacabras             | Leo San Juan        |                              |
| 2018 | La leyenda del Charro Negro            | Leo San Juan        |                              |
| 2018 | Campeones                              | Marcelo             |                              |
| 2018 | Detrás de la montaña                   | Miguel              |                              |
| 2019 | Chicuarotes                            | el Cagalera         |                              |
| 2021 | Cosas imposibles                       | Miguel              |                              |
| 2021 | Tocar el cielo                         | Miguel              | Cortometraje                 |
| 2022 | El Sueño de Ayer                       | Lázaro              |                              |
| 2023 | La leyenda de los Chaneques            | Leo San Juan        |                              |
| 2023 | Los (casi) ídolos de Bahía Colorada    | Romeu               |                              |
| 2024 | Hail Mary                              | José                |                              |
| 2024 | A Few Days in the Sun                  | Florencio           |                              |

### Televisión
| Año       | Título                 | Papel                                       | Notas |
| --------- | ---------------------- | ------------------------------------------- | --- |
| 2007      | La familia P. Luche    | Ladrón flaco                                | |
| 2007      | Vecinos                | Toñito                                      | |
| 2007      | La fea más bella       | Niño Huérfano                               | Única aparición en la novela en el capítulo 299 cuando Luigi Lombardi graba un comercial para adoptar un niño grabado en Monterrey, Nuevo Leon México |
| 2008      | Cuidado con el ángel   |                                             | |
| 2009      | Corazón salvaje        | Colibrí                                     | |
| 2012-2013 | La CQ                  | Beto                                        | |
| 2009-2015 | La rosa de Guadalupe   | Juan/Santiago/Toribio/Gil/Manuel/Willy/Paco | |
| 2017-2019 | Las Leyendas           | Leo San Juan                                | |
| 2018      | Según Bibi             | Renato                                      | |
| 2019      | Yankee                 | Wilson                                      | |
| 2021      | Esta historia me suena | Aldo                                        | |
| 2015-2021 | Como dice el dicho     | Pato                                        | |
| 2022      | Natural Born Narco     | Amado Casillas                              | |
| 2022      | Dale Gas               | Kike                                        | |
| 2023      | VGLY                   | Vgly                                        | |

## Premios y nominaciones
| Año  | Premiación                             | Categoría      | Resultado | Ref    |
| ---- | -------------------------------------- | -------------- | --------- | ------ |
| 2024 | Nickelodeon Kids' Choice Awards México | Actor favorito | Nominado  | [ 14 ] |